# Hårgadansen
Hårgadansen eller Hårgasägnen är en sägen om hur djävulen själv, förklädd till spelman, fick ungdomarna i byn Hårga i Hälsingland att dansa sig till döds. Den äldsta kända uppteckningen av sägnen är gjord av komministern i Bollnäs Johan Gabriel Lindström år 1785 och finns återgiven i J D Flitenbergs samlingar om Hälsingland. För folklivsforskarna är Hårgadansen en sägen av en typ som omfattar liknande sägner förknippade med andra orter.
Sägnen har inspirerat dansevenemanget Hälsingehambon, som arrangerades första gången år 1965.

## Sägnen

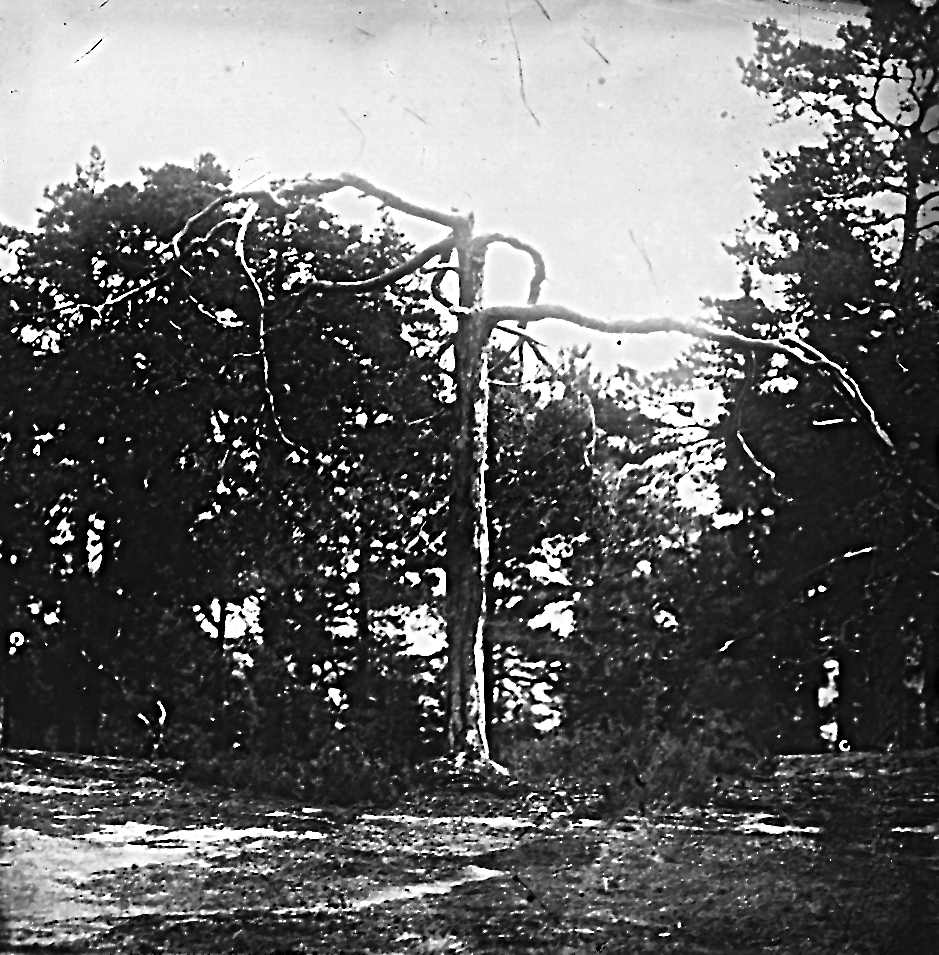
Tallen där djävulen enligt sägnen satt och spelade tills ungdomarna dansat sig till döds på Hårgaberget. Tallen högs ned år 1931.

Det var en sen lördagskväll. Ungdomarna i Hårga hade samlats för att dansa på logen. Plötsligt, mitt i en dans, avbröts musiken. En ny spelman klev fram från skuggorna. Han bar en stor, mörk hatt på sitt huvud och under hatten kunde man skåda ett par brinnande ögon. Spelmannen lyfte sin fiol mot hakan och spelade en låt som aldrig tidigare hörts. Alla ungdomar började dansa till de nya tonerna. Men när de väl gått in i dansen kunde de inte sluta. Dansen fortsatte genom hela natten.      
När gryningen anlände drog sig spelmannen mot dörren samtidigt som han fortsatte spela. Efter honom följde alla dansarna på ett led. De kunde inte sluta dansa, tonerna från fiolen drev på deras fötter. En flicka låg ensam kvar på golvet på logen. Hon hade sett spelmannens bockfot, men ingen av de andra hade lyssnat när hon försökt varna dem. Alla var mitt inne i den vildaste dans de någonsin varit med om. Samtidigt som kyrkklockorna ringde in gudstjänsten försvann ungdomarna dansande iväg med spelmannen.      
Spelmannen ledde ungdomarna upp på Hårgaberget. Där satte han sig i en tall med sin fiol. Ungdomarna dansade tills endast deras skallar var kvar. Vissa säger att man fortfarande kan se märkena från ringdansen på Hårgaberget, och om man är modig nog att våga sig ut en natt när det är fullmåne kan man höra musiken som djävulen spelade för Hårgas ungdomar.

## Hårgalåten
Hårgalåten (även Horgalåten) är en svensk folkmelodi som ofta kopplats till sägnen om Hårgadansen. Melodin finns dock upptecknad i fler landskap än Hälsingland, då under andra namn. Till melodin dansas vanligen hambo, vilket tidigare kallades för horgadansen. 
Hårgalåten är en av de mest välkända svenska spelmanslåtarna och har spelats in åtskilliga gånger, även i andra musikstilar än spelmansmusik. Bland inspelningarna finns The Spotnicks, Hootenanny Singers, In Flames, Kebnekajse, Morgana Lefay, Lill-Nickes, Orsa spelmän, Helen Sjöholm, Ultima Thule, Åsa Jinder och Henrik Dorsin. Låten i sig själv är en instrumental, men det finns också flera texter till melodin varav de flesta bygger på den gamla Hårgasägnen.